# Michel Durand (militaire)
Pour les articles homonymes, voir Michel Durand (homonymie) et Durand.
Michel Durand, né le 26 février 1739 à La Chapelle-Montmoreau (Guyenne), mort le 8 novembre 1807 à Poulangy (Haute-Marne), est un général de brigade de la Révolution française.

## États de service
Il entre en service le 17 avril 1758, comme soldat au régiment de Choiseul dragons, sert en Allemagne de 1758 à 1762, et il est nommé fourrier le 7 mars 1761. Il est blessé de deux coups de sabre à la bataille de Nauheim le 30 août 1762, et il devient maréchal des logis le 11 mars 1763. Fourrier au régiment de Custines dragons en 1768, il passe porte-guidon le 24 août 1774, et il est réformé le 25 mars 1776.
Il est remis en activité le 14 juin 1779, comme sous-lieutenant dans le Régiment de Montmorency, il est nommé lieutenant le 11 septembre 1786, quartier-maitre le 12 mai 1788, et il reçoit son brevet de capitaine le 5 août 1792. Le 26 janvier 1793, il devient chef d’escadron au 2e régiment de chasseurs à cheval à l'armée du Rhin.
Il est promu général de brigade provisoire le 11 octobre 1793, par les représentants du peuple près de l'armée du Rhin, et il est chargé de la défense de Fort-Vauban (alias Fort-Louis) le 14 octobre suivant. Le fort est assiégé par les troupes autrichiennes du Grand-duché de Hesse, bavaroises et d'émigrés français menés par le Prince de Condé. Après un mois de siège, il doit capituler et est fait prisonnier le 16 novembre 1793. Échangé, il rentre en France le 21 septembre 1795, réformé, puis mis à la retraite.
Il meurt le 8 novembre 1807, à Poulangy en Haute-Marne.

## Famille
- Son épouse, née Sophie-Henriette Cohonset (1772-1850), a occupé les fonctions de Dame de la maison de la Légion d'honneur à Écouen, et de première dame de l’Impératrice Marie-Louise de 1810 à 1814. Elle a publié plusieurs ouvrages d'un grand intérêt historique : 
  - Mes souvenirs sur Napoléon, sa famille et sa Cour (1819)
  - Mémoires sur Napoléon, l'impératrice Marie-Louise et la Cour des Tuileries, avec des notes critiques faites par le prisonnier de Sainte-Hélène (1828)
  - Mémoires sur l'impératrice Joséphine, ses contemporains, la Cour de Navarre et de La Malmaison (3 volumes, 1828)
  - Mémoires sur Napoléon et Marie-Louise, 1810-1814 (1886)

## Sources
- (en) « Generals Who Served in the French Army during the Period 1789 - 1814: Eberle to Exelmans »
- La générale Durand, Mémoires sur Napoléon et Marie-Louise 1810-1814, Paris, Calmann-Lévy, 1886 (lire en ligne), p. 74
- Côte S.H.A.T.: 20 YD 39
- Léon Hennet, Etat militaire de France pour l’année 1793, Siège de la société, Paris, 1903, p. 268.
- Georges Six, Dictionnaire biographique des généraux & amiraux français de la Révolution et de l'Empire (1792-1814), Paris : Librairie G. Saffroy, 1934, 2 vol., p. 409